# Jouko Ylihannu

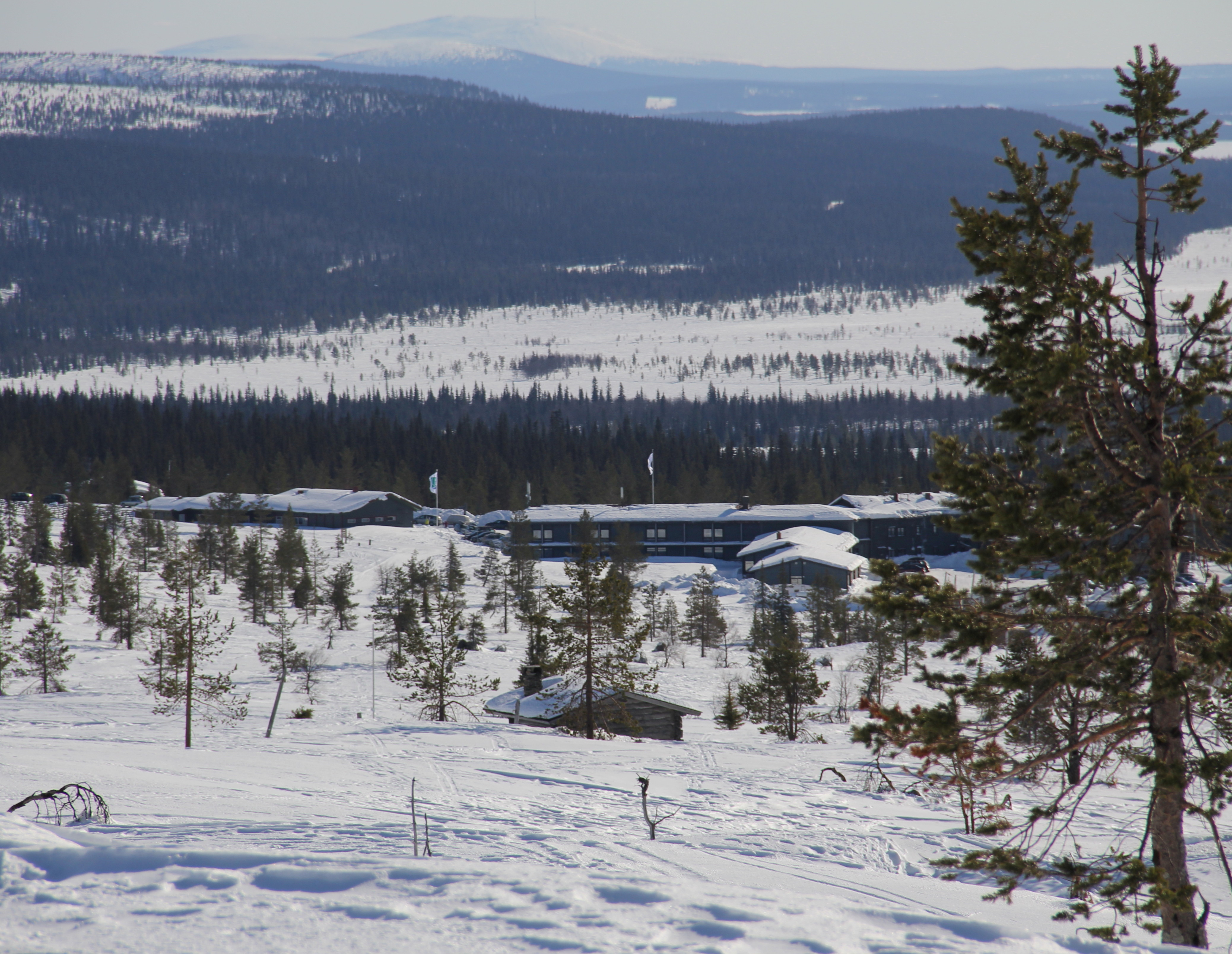
Pallastunturis besökscentrum till vänster och Hotell Pallas till höger, med Yllästunturi i bakgrunden

Jouko Ylihannu, född 25 augusti 1912 i Viborg i dåvarande Finland, död 3 december 1987, var en finländsk arkitekt.
Jouko Ylihannu växte upp i Viborg, där han tog studentexamen på Viborgs lyceum 1931. Han tog arkitektexamen på Tekniska högskolan i Helsingfors 1937. Han var anställd i Jalmari Peltonens arkitektkontor 1935-1937, och efter examen arbetade han på Viborgs stadsbyggnadskontor 1938-1940 samt 1942. Under krigsåren arbetade Jouko Ylihannu i Åbo 1940-1941. Efter andra världskriget, från 1945, var Jouko Ylihannu arkitekt för Turistföreningen i Finland. Han undervisade 1949-1951 på Tekniska Högskolan i Helsingfors. Senare arbetade han på den kooperativa rörelsens arkitektkontor.

## Verk i urval
- Hotell Pallas, Pallastunturi, 1948
- Hotell Pohjanhovi, Rovaniemi, 1948 (tillsammans med Aulis Hämäläinen)
- Ombyggnad av Elantos brödfabrik, Ekogatan 4 i Sörnäs i Helsingfors, senare Konstens hus, 1955 (tillsammans med Pauli Lehtinen)[1]
- Bostadshusen Kivitorpantie 1-3-5, Munkkiniemi, 1957
- Tornedalens museum, Torneå 1962
- Hotel Inter-Continental , Helsingfors 1972 (tillsammans med Pauli Lehtinen)
- Mattby köpcentrum, Esbo, 1977